# Charlotte Badger
Charlotte Badger (* 1778; † nach 1815) wird häufig als die erste australische Piratin bezeichnet, obwohl sie ursprünglich aus Bromsgrove, Worcestershire, England stammt. Gleichzeitig war sie eine der ersten beiden bekannten Siedlerinnen auf Neuseeland.

## Leben
Charlotte Badger wurde 1778 als Tochter von Thomas und Ann Badger in armen Verhältnissen geboren und am 31. Juli 1778 getauft. An einem unbekannten Tag im Jahre 1796 wurde sie bei einem zur Unterstützung ihrer Familie ausgeführten Diebstahl von mehreren Guineen sowie einer seidenen Handtasche auf frischer Tat festgenommen. Für die Tat wurde sie zu sieben Jahren Deportation nach New South Wales, Australien, verurteilt. Die Strafe leistete sie in der „Female Factory“ – eine damalige Bezeichnung für die in Australien gelegenen Strafanstalten für Frauen – in Parramatta ab. In dieser Zeit wurde sie Mutter einer Tochter. In der Liste der Strafgefangenen von 1825 steht eine Charlotte Badger zusammen mit ihrer 10-jährigen Tochter Mary, die mit der Earl Cornwallis im Jahr 1801 nach Australien gebracht wurde. Obwohl das Geburtsjahr dort als 1785 gelistet ist, ist es höchst unwahrscheinlich, dass es sich um eine andere Person gleichen Namens gehandelt hat.
1806, drei Jahre nach Verbüßung ihrer Haftstrafe, reiste sie zusammen mit ihrer Tochter auf dem Schiff The Venus, um eine Arbeit als Dienstmädchen zu suchen. Der Kapitän des Schiffes, ein Samuel Chase, ließ regelmäßig an Bord befindliche Frauen zu Belustigung auspeitschen. Dieses angebliche Vergnügen wurde offensichtlich nicht von der restlichen Schiffsbesatzung geteilt. Badger, sowie eine weitere ehemalige Strafgefangene, Catherine Hagerty, konnten die Männer an Bord davon überzeugen, das Schiff während eines Aufenthaltes in Port Dalrymple im nördlichen Tasmanien zu übernehmen. Die Meuterei verlief unblutig, da sich Chase zu diesem Zeitpunkt an Land befand. Nachdem sich das Schiff abgesetzt hatte, verließen Badger und Hagerty es zusammen mit ihren Liebhabern John Lancashire und Benjamin Kelly und begaben sich zur Bay of Islands im Norden Neuseelands. Dort ließen sie sich im Pā bei Rangihoua – siehe hierzu auch die Liste der Baudenkmale in der Region Northland – nieder, wo sie ein hartes Leben führten.
Eine abweichende Version nimmt an, dass Badger alleine vom Schiff fliehen konnte und bei Aborigines in der Nähe von Norroundboo bei Port Sorrell Zuflucht fand.
Zum Verbleib der Meuterer gibt es unterschiedliche Theorien. Manche gehen davon aus, dass alle weiteren Personen flohen, aber letztendlich gefangen und gehängt wurden, während andere berichten, dass die verbliebene Mannschaft, obwohl unter ihr kein Nautiker war, mit dem Schiff Piraterie betrieb, nachdem Badger, Hagerty, Lancashire und Kelly das Schiff verlassen hatten. Hierbei konnten Māori The Venus entern und das Schiff in Brand setzen, um aus dem Wrack Alteisen bergen zu können. Bei diesem Akt sei die gesamte Mannschaft verbrannt. In der Zwischenzeit sollen Lancashire und Kelly ebenfalls ergriffen worden sein, Hagerty starb an einem Fieber. Das weitere Schicksal von Charlotte Badger ist unbekannt; es gibt allerdings zwei Annahmen über ihren Verbleib. Eine Variante nimmt an, dass sie mit einem Unterhäuptling an der „Bay of Islands“ lebte, die zweite, dass Badger von einem passierenden amerikanischen Walfänger aus Vavaʻu im Tonga-Archipel aufgenommen wurde.